# Timarcha chalcosoma
Timarcha chalcosoma es una especie de insecto coleóptero de la familia Chrysomelidae.
Fue descrita científicamente en 1868 por Fairmaire.